# Estación Penha
Penha es una de las estaciones de la Línea 3 - Roja del Metro de São Paulo.
Fue inaugurada el 31 de mayo de 1986. Está ubicada en la Avenida Conde de Frontin, conocida como Radial Leste, en el distrito de Vila Matilde.
Está integrada con una Terminal de Ómnibus Urbanos, y unida a un amplio estacionamiento para automóviles.

## Características
Estación semienterrada, con entrepiso de distribución sobre la plataforma central en la superficie, estructura en concreto aparente y techado espacial metálico entrelazado. Posee acceso para portadores de discapacidades físicas a través de rampas.
Capacidad de hasta 20 mil pasajeros por día.
Área construida de 9.540 m².

## Puntos de interés y utilidad pública[2]
- Basílica Nossa Senhora da Penha de França (1667)
- Iglesia São Pedro Apóstolo
- Hospital General da Penha
- Parque Ecológico do Tietê
- INSS (puesto de atención - Penha)
- Shopping Center Penha

## Obras de arte
Escultura instalada en la plataforma de la estación.
- "Solaris", Eliana Zaroni Lindenberg, escultura (1996); hierro, espuma de poliuretano, óxido de hierro (1,23 x 0,99 x 6,00 m).[3]

## Líneas de SPTrans
Líneas de la SPTrans que salen de la Estación Penha del Metro:
| Línea | Prefijo | Letrero Ida | Letrero Vuelta              |
| ----- | ------- | ----------- | --------------------------- |
| 242P  | 10      | Metro Penha | Jd. Helena                  |
| 2713  | 10      | Metro Penha | Chácara Bela vista          |
| 2716  | 10      | Metro Penha | Chácara Cruzeiro do Sul     |
| 2718  | 10      | Metro Penha | Vila Silvia                 |
| 2718  | 31      | Metro Penha | Jd. Keralux                 |
| 2726  | 10      | Metro Penha | Limoeiro                    |
| 2726  | 31      | Metro Penha | Hospital Ermelino Matarazzo |
| 2728  | 10      | Metro Penha | Jd. do Castelo              |
| 2729  | 10      | Metro Penha | Itaim Paulista              |
| 273J  | 10      | Metro Penha | Jd. Romano                  |
| 273V  | 10      | Metro Penha | Parada XV de Novembro       |
| 2755  | 10      | Metro Penha | Guaianazes                  |
| 2755  | 42      | Metro Penha | Guaianazes                  |
| 2764  | 10      | Metro Penha | Vila Nova Curuçá            |
| 2768  | 10      | Metrô Penha | Vila Mara                   |
| 2772  | 10      | Metro Penha | Jd. Nazaré                  |
| 3702  | 10      | Metro Penha | CPTM José Bonifácio         |
| 3722  | 10      | Metro Penha | Cohab José Bonifácio        |
| 3781  | 10      | Metro Penha | Cidade Tiradentes           |
| 3793  | 10      | Metro Penha | Cidade Tiradentes           |
| 3901  | 10      | Metro Penha | Jd. Danfer                  |

## Tabla
| Sigla | Estación | Inauguración       | Capacidad                  | Integración                                            | Plataformas | Posición    | Comentarios                                                                |
| ----- | -------- | ------------------ | -------------------------- | ------------------------------------------------------ | ----------- | ----------- | -------------------------------------------------------------------------- |
| PEN   | Penha    | 31 de mayo de 1986 | 20 mil pasajeros hora/pico | Bilhete Único de SPTrans - Terminal de ómnibus urbanos | Central     | Superficial | Estación con estructura de concreto aparente, techado metálico entrelazado |